# Boîte à bijoux
Pour les articles homonymes, voir Boîte.

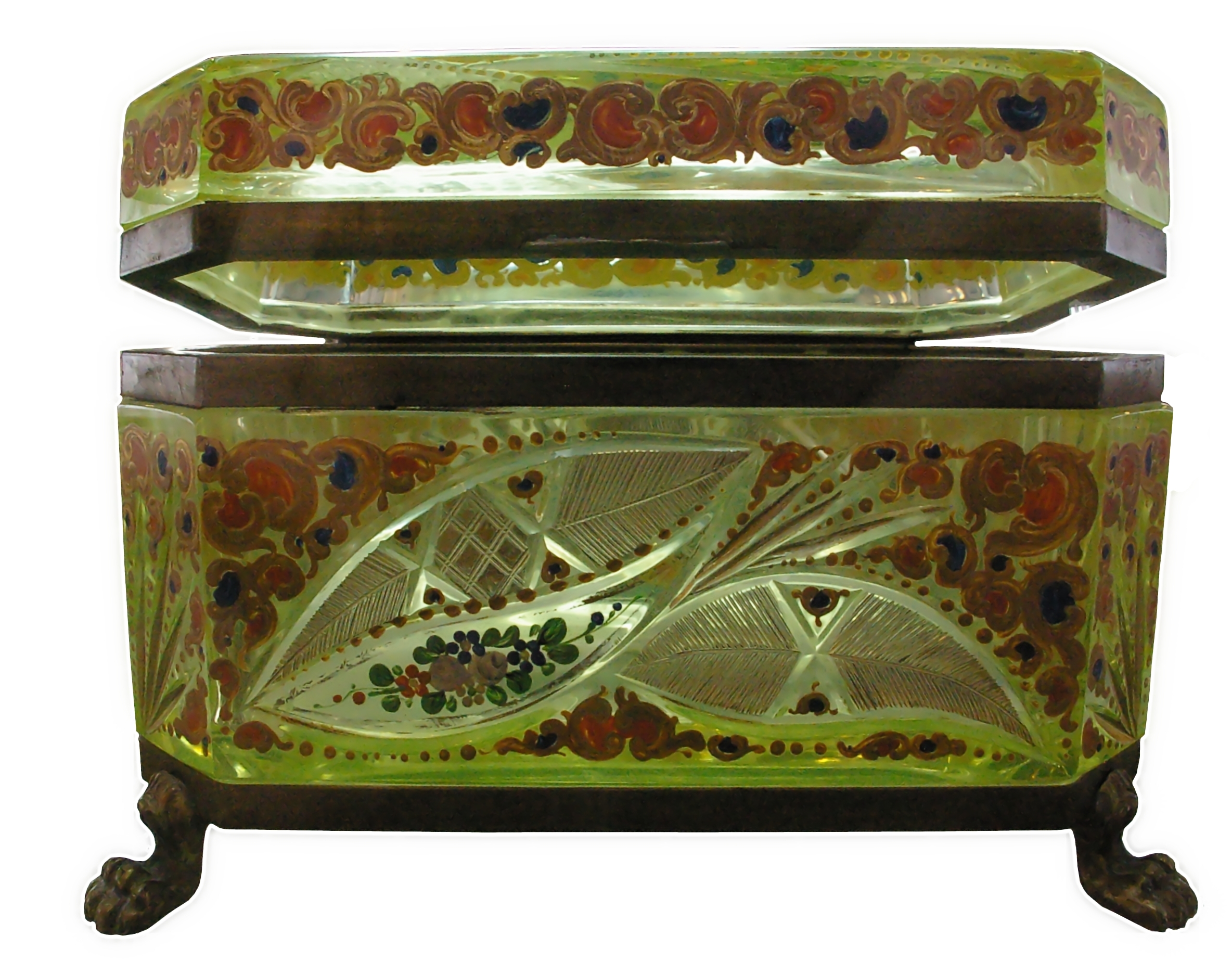
Boîte à bijoux de Tabriz (Iran),

Une boîte à bijoux est un coffret qui sert au rangement et/ou au transport de bijoux.
Les boîtes à bijoux sont le plus souvent réalisées en bois ou en cuir mais peuvent utiliser d'autres matériaux et techniques selon les époques et les pays.

## Galerie

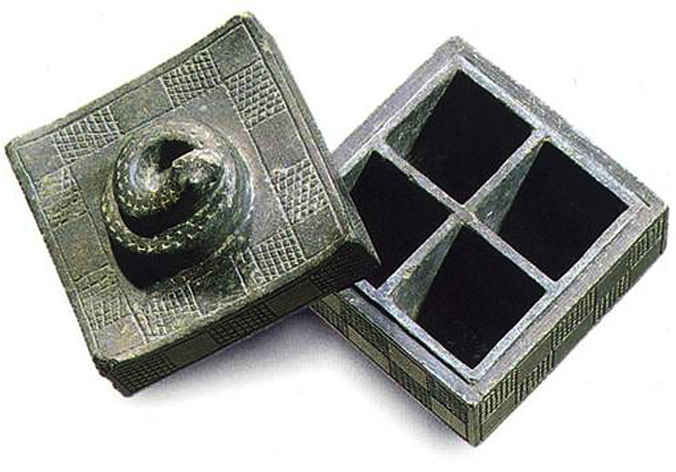
Boîte à bijoux de Shahdad, Iran, 2700 av. J.-C.
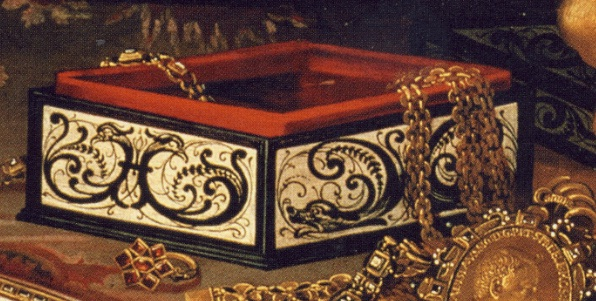
Boîte à bijoux en ivoire et ébène, Pologne, 1626
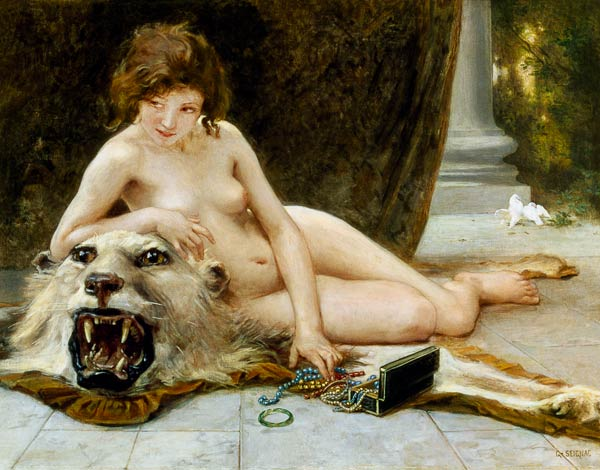
La boîte à bijoux, G. Seignac, av. 1924
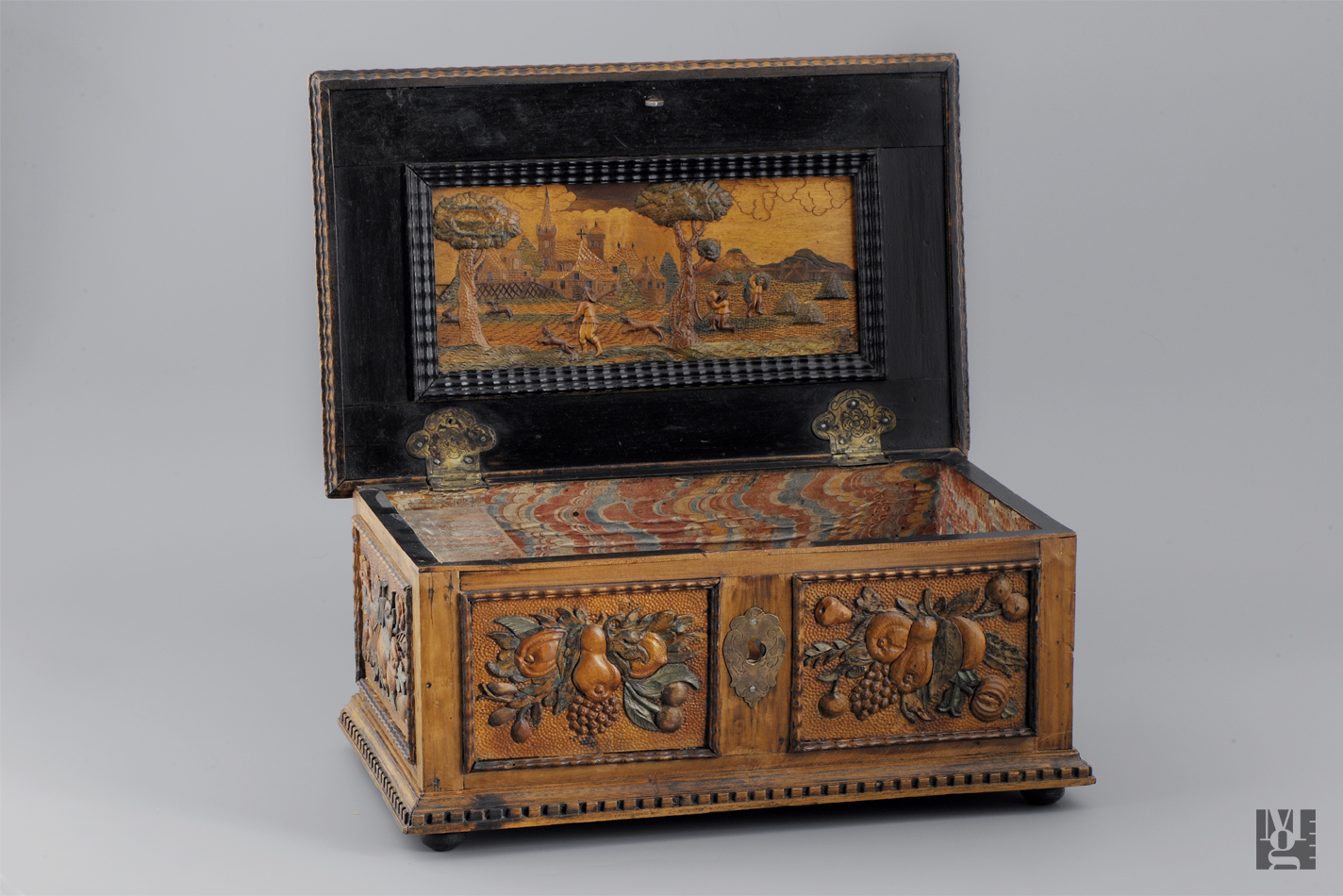
Boîte à bijoux morave, République tchèque
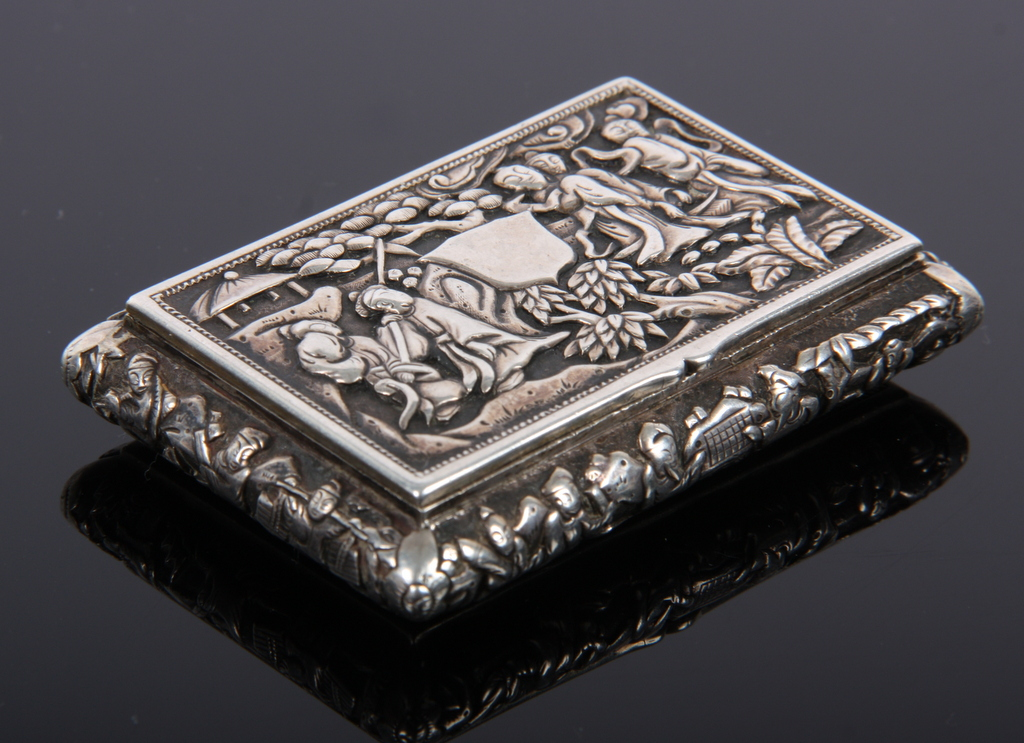
Boîte à bijoux en argent, Chine
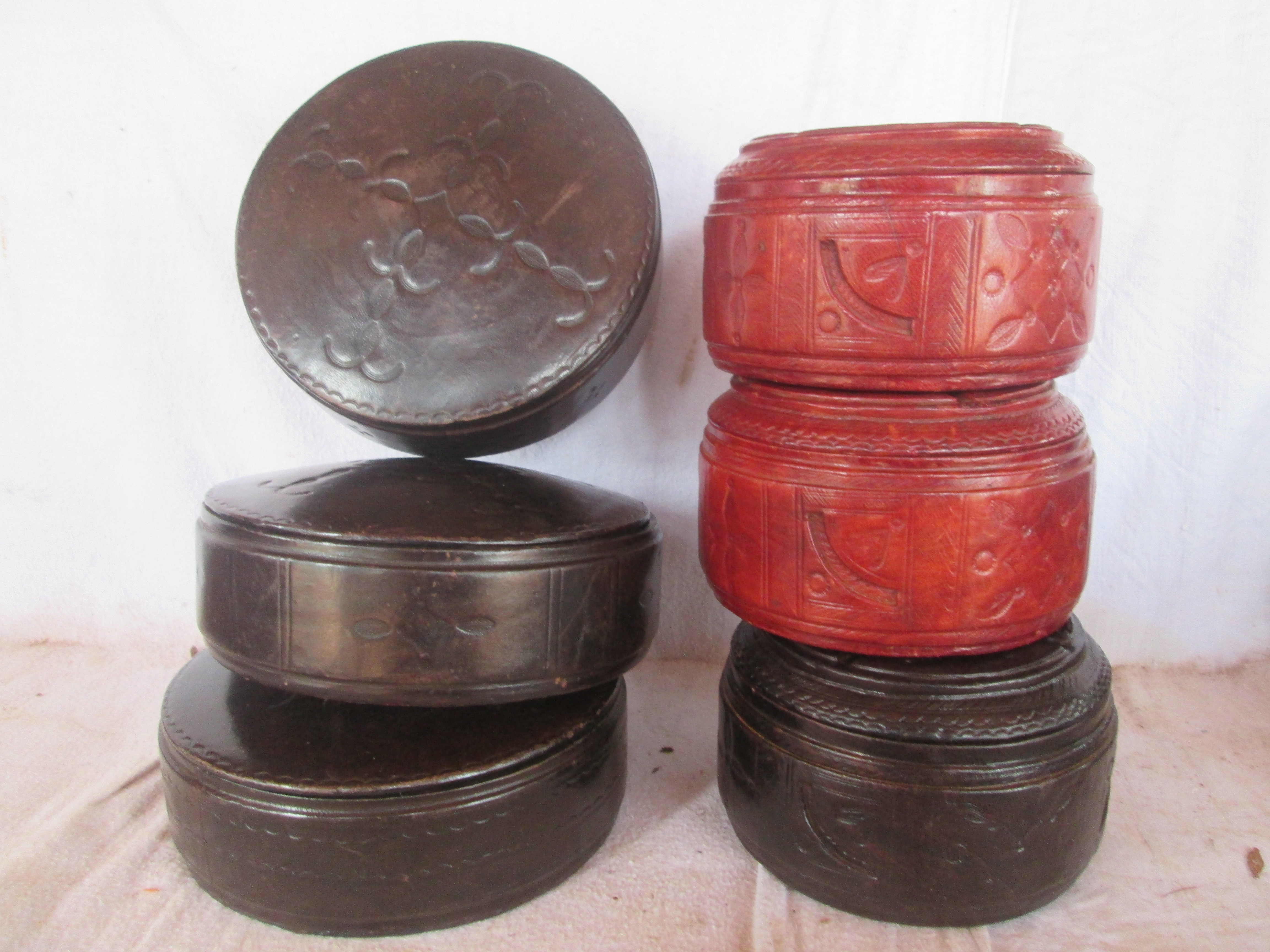
Boîte à bijoux, artisanat de Côte d'Ivoire
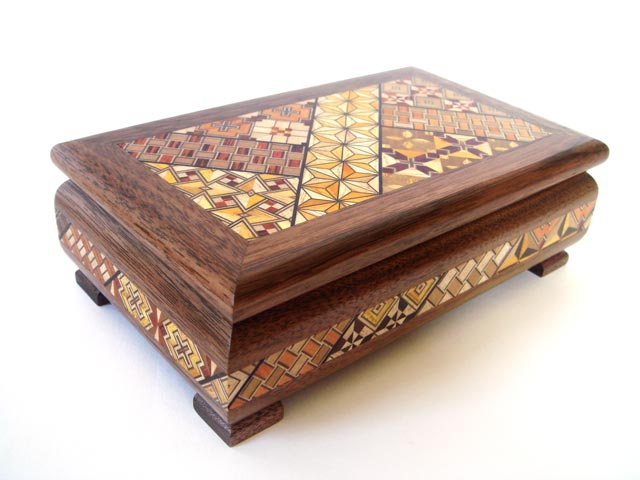
Boîte à bijoux en marqueterie Yosegi, Japon
Boîte à bijoux, art mongol
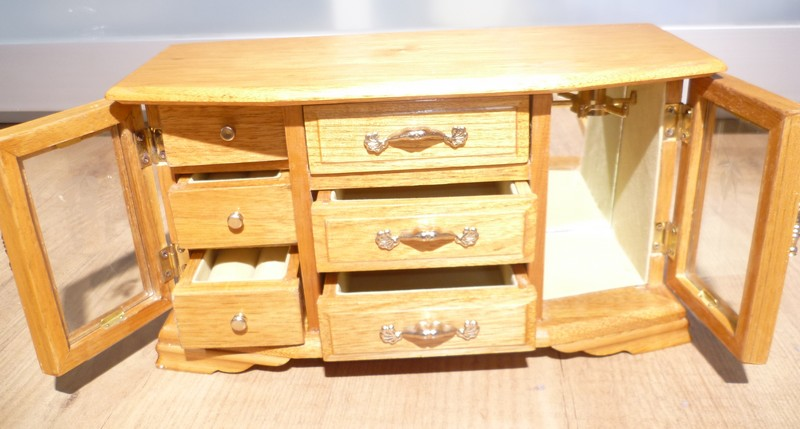
Boîte à bijoux en forme de meuble en bois
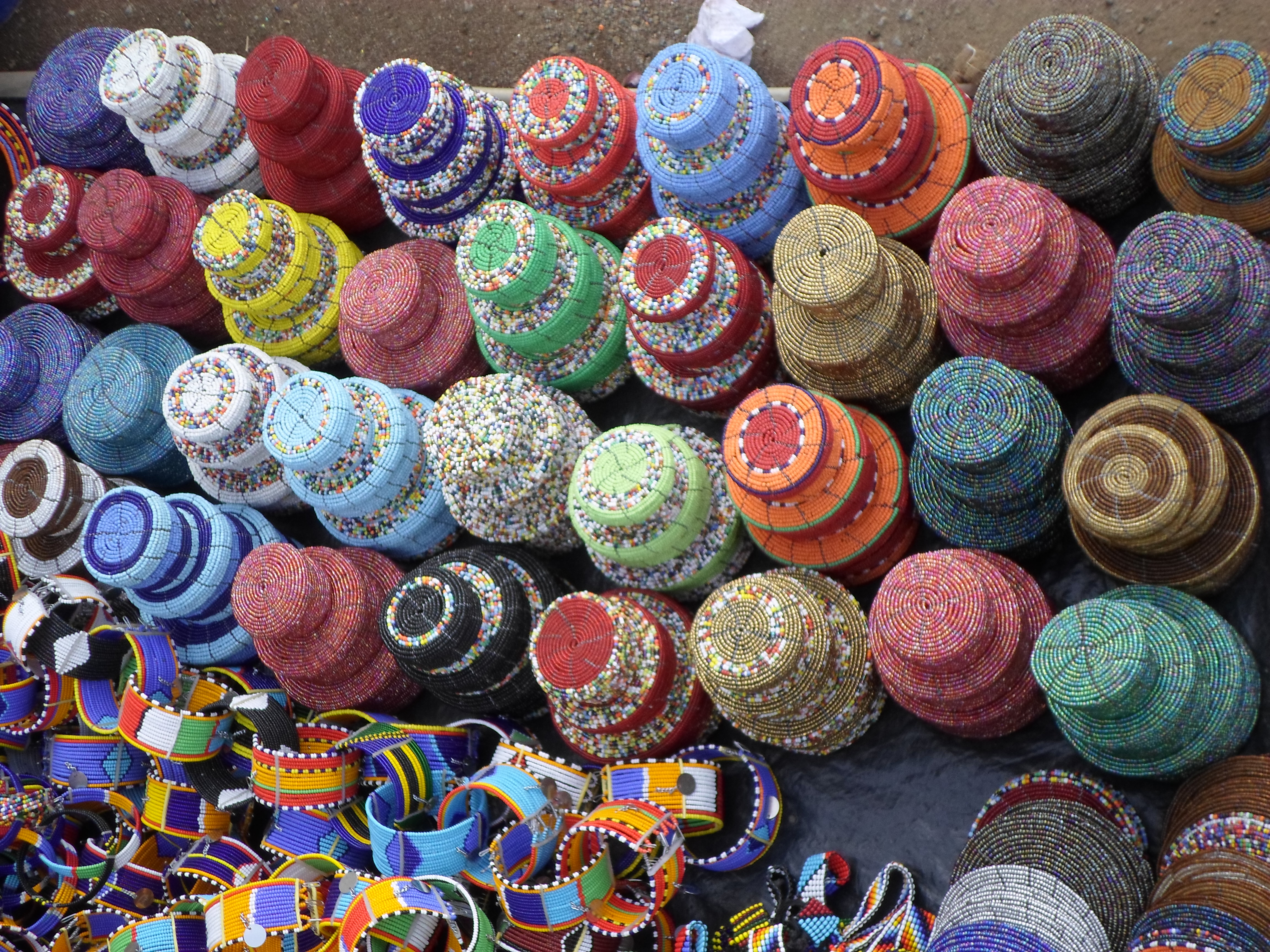
Petites boîtes à bijoux en perle, Tanzanie